# Xã Gustin, Michigan
Xã Gustin (tiếng Anh: Gustin Township) là một xã thuộc quận Alcona, tiểu bang Michigan, Hoa Kỳ. Năm 2010, dân số của xã này là 795 người.